# On the wane

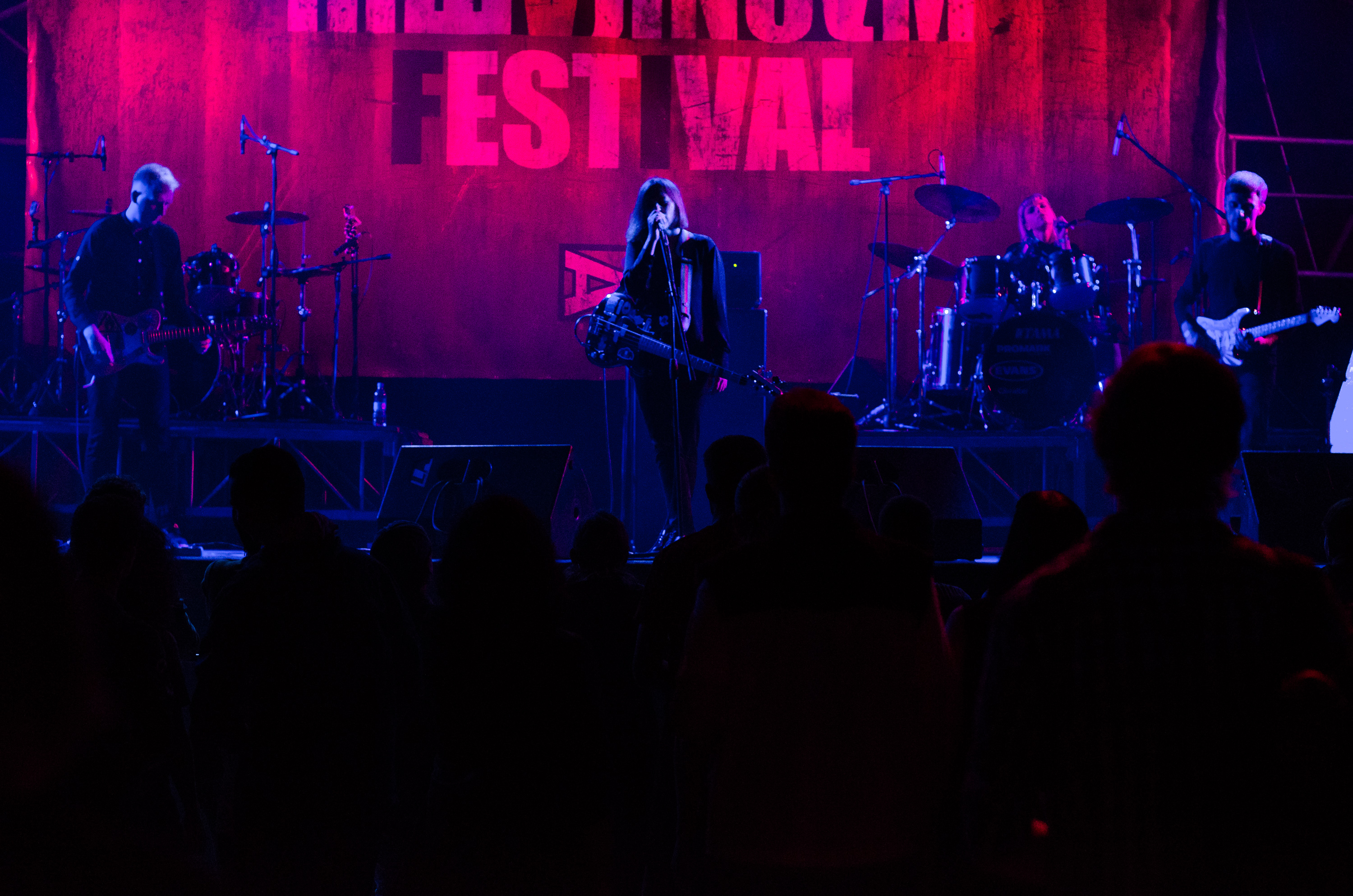
On The Wane Live @ InshaMuzyka Fest, 2016 photo by Roman Shalamov

On The Wane — незалежний український музичний гурт, створений в 2014 році, що грає у напрямах шуґейз, dark-gaze, neo-gothic та нойз-рок.
Третій альбом гурту Schism потрапив у перелік найкращих платівок 2010-х за версією журналу Слух.

## Дискографія

### Dry— 2014
Перший лонг-плей гурту «Dry» вийшов в світ 19 грудня 2014 року, потрапив у топ-10 українських релізів 2014 року за версією Music.in.ua та отримав багато схвальних відгуків від іноземних видань, в тому числі альбому було присвячено окремий випуск на британському радіо 6 Towns Radio.
Після релізу гурт дав інтерв'ю бразильському музичному лейблу The Blog That Celebrates Itself Records.

### Sick— 2015
Другий реліз гурту, EP «Sick» потрапив до топу українських релізів 2015 року за версією британського блогу The Sounds of Confusion.

### Schism— 2017
Третій реліз гурту — повноформатна платівка «Schism», зведення та мастеринг якого робив лідер гурту Sinoptik Дмитро Афанасьєв-Гладких. Альбом був тепло прийнятий критиками.
Однак, незадовго після виходу після виходу платівки гурт розпадається, зігравши у ефірі Телебачення Торонто свою останню пісню. Протягом наступних півроку гурт намагається грати в новому складі, але зрештою, оголошує про припинення своєї діяльності.

## Учасники
- Євген Войтов — гітара, синтезатор
- Глібов Євген — барабани
- Дар'я Максимова — бас, вокал

### Колишні учасники
- Олександр Яросевич — гітара